# Tempesta su Washington
Tempesta su Washington (Advise & Consent) è un film del 1962 diretto da Otto Preminger.
È basato sul romanzo Advise and Consent, vincitore del Premio Pulitzer per la narrativa, prima opera di Allen Drury, che per i personaggi si era ispirato a varie personalità dell'epoca, da John F. Kennedy, al senatore Joseph McCarthy fino al presidente Franklin Delano Roosevelt.

## Trama
Robert Leffingwell viene scelto dal presidente degli Stati Uniti, gravemente ammalato di tumore, per l'incarico di segretario di Stato, rimasto vacante per la morte del titolare.
Il leader di maggioranza, il senatore Munson del Michigan, teme che il senato non darà il consenso previsto dalla costituzione (Advise and Consent, da cui il titolo del romanzo) a causa delle idee di politica estera del candidato, che destano molte perplessità, e per l'aperta opposizione del collega di partito, il senatore Colby del South Carolina. Viene così costituita, prima della votazione in Senato, una sottocommissione per valutare la candidatura, presieduta dal senatore Anderson dello Utah. Questi vorrebbe che Leffingwell rinunciasse, sulla base di un testimone (trovato da Colby), che lo indica, durante una seduta della commissione, come ex iscritto ad un'organizzazione segreta comunista. La notizia viene poi confermata in privato da un altro ex appartenente alla cellula segreta (sempre trovato da Colby).
Leffingwell è consapevole di aver mentito davanti alla sottocommissione (cosa di per sé sufficiente a rendere moralmente indegna la candidatura) avendo negato questa appartenenza ed essendo riuscito a screditare il testimone, evidenziando alcune contraddizioni nella sua testimonianza. Per questo motivo vorrebbe ritirarsi ma è convinto a non farlo dal presidente stesso, il quale vorrebbe lasciare un segretario di stato che segua la sua politica di distensione. Così, mentre Anderson tenta di insistere per il ritiro della candidatura, su di lui vengono fatte pressioni per un parere favorevole della sottocommissione, da parte del gruppo del senatore Van Ackerman del Wyoming. Questi è disposto a sostenere Leffingwell con qualsiasi mezzo, anche ricattando Anderson per una relazione omosessuale avuta prima del matrimonio.
Dopo che Anderson, rifiutando di piegarsi al ricatto, si è suicidato nel suo ufficio, si svolge una drammatica votazione al Senato: Munson accetta, insieme a Colby, di lasciare libertà di coscienza ai singoli senatori per la decisione e tratta con disprezzo Van Ackerman, di cui ha compreso la macchinazione volta a screditare Anderson. La votazione termina in parità e la decisione potrebbe essere comunque favorevole con il voto del vicepresidente Harley, che presiede il Senato. A questo punto però a Harley viene data la notizia della morte del presidente, che comunica al Senato, dopo aver detto che non intende avvalersi della sua facoltà di votare, bloccando così la nomina di Leffingwell a segretario di stato. Uscendo dalla sala come nuovo presidente, Harley dice a Munson che preferisce scegliersi un segretario di Stato di suo gradimento.

## Riconoscimenti
Il film fu presentato in concorso al 15º Festival di Cannes e Charles Laughton fu candidato ai BAFTA come miglior attore in un film straniero.
- 1962 - National Board of Review
  - Miglior attore non protagonista (Burgess Meredith)

## Produzione
- È l'ultima pellicola girata dall'attore inglese Charles Laughton.
- Fu il film che segnò il ritorno alle scene di Gene Tierney, dopo anni di assenza dovuti alla depressione bipolare, nonché il primo a distribuzione nazionale, dopo la fine della Seconda guerra mondiale, che mostrasse l'interno di un gay bar.[2]